# Rudite
Une rudite est une roche sédimentaire détritique dont les éléments sont d'un diamètre supérieur à 2 millimètres.
Le terme est utilisé souvent pour la classification des calcaires détritiques, équivalent aux termes conglomérat calcaire ou brèche calcaire.

## Classification
| Texture du substrat | Dénomination commune | Avec racines grecques  | Avec racines latines |
| ------------------- | -------------------- | ---------------------- | -------------------- |
| Grossier            | gravier (graveleux)  | pséphite (pséphitique) | rudite (?)           |
| Moyen               | sable (sableux)      | psammite (psammitique) | arénite (gréseux)    |
| Fin                 | argile (argileux)    | pélite (pélitique)     | lutite (?)           |